# Nahid Gäbler
Nahid Gäbler (7 de junio de 1967) es una deportista alemana que compitió en vela en la clase Tornado. Está casada con el regatista Roland Gäbler.
Ganó seis medallas en el Campeonato Mundial de Tornado entre los años 2010 y 2015, y seis medallas en el Campeonato Europeo de Tornado entre los años 2010 y 2015.

## Palmarés internacional
| \| Campeonato Mundial \| Campeonato Mundial \| Campeonato Mundial \| Campeonato Mundial \| \| Año \| Lugar \| Medalla \| Clase \| \| ------------------ \| ---------------------------------- \| ------------------ \| ------------------ \| \| 2010 \| Travemünde (Alemania) \| Medalla de oro \| Tornado \| \| 2011 \| Ipsach (Suiza) \| Medalla de plata \| Tornado \| \| 2012 \| Torbole (Italia) \| Medalla de plata \| Tornado \| \| 2013 \| Santa Eulalia (España) \| Medalla de plata \| Tornado \| \| 2014 \| Perth (Australia) \| Medalla de bronce \| Tornado \| \| 2015 \| Carnac (Francia) \| Medalla de plata \| Tornado \| \| Campeonato Europeo \| \| \| \| \| Año \| Lugar \| Medalla \| Clase \| \| 2010 \| Torbole (Italia) \| Medalla de plata \| Tornado \| \| 2011 \| Dervio (Italia) \| Medalla de plata \| Tornado \| \| 2012 \| Warder (Países Bajos) \| Medalla de bronce \| Tornado \| \| 2013 \| Fußach (Austria) \| Medalla de oro \| Tornado \| \| 2014 \| Travemünde (Alemania) \| Medalla de plata \| Tornado \| \| 2015 \| Černá v Pošumaví (República Checa) \| Medalla de oro \| Tornado \| |                                    |                   |         |
| Campeonato Mundial |                                    |                   |         |
| Año | Lugar                              | Medalla           | Clase   |
| 2010 | Travemünde (Alemania)              | Medalla de oro    | Tornado |
| 2011 | Ipsach (Suiza)                     | Medalla de plata  | Tornado |
| 2012 | Torbole (Italia)                   | Medalla de plata  | Tornado |
| 2013 | Santa Eulalia (España)             | Medalla de plata  | Tornado |
| 2014 | Perth (Australia)                  | Medalla de bronce | Tornado |
| 2015 | Carnac (Francia)                   | Medalla de plata  | Tornado |
| Campeonato Europeo |                                    |                   |         |
| Año | Lugar                              | Medalla           | Clase   |
| 2010 | Torbole (Italia)                   | Medalla de plata  | Tornado |
| 2011 | Dervio (Italia)                    | Medalla de plata  | Tornado |
| 2012 | Warder (Países Bajos)              | Medalla de bronce | Tornado |
| 2013 | Fußach (Austria)                   | Medalla de oro    | Tornado |
| 2014 | Travemünde (Alemania)              | Medalla de plata  | Tornado |
| 2015 | Černá v Pošumaví (República Checa) | Medalla de oro    | Tornado |